# Bakkafjörður
Bakkafjörður é uma localidade no nordeste da Islândia, com uma população de cerca de 65 habitantes em 2018.